# Unity Operating System
Unity Operating System oder auch Unified Operating System (kurz UOS) ist eine chinesische Linux-Distribution, welche auf Deepin basiert, von Tongxin Software entwickelt wird und von der Volksrepublik China im Jahre 2019 in Auftrag gegeben wurde, um ausländische Betriebssysteme wie Microsoft Windows zu ersetzen.

## Entwicklung
Derzeit befinden sich zwei Versionen in der Entwicklung, eine Arbeitsplatzrechner- und eine Server-Version. Die erste Beta-Version wurde im Dezember 2019 veröffentlicht. Am 14. Januar 2020 wurde die erste stabile Version veröffentlicht.

## Unterstützung
Das Betriebssystem ist vor allem auf den chinesischen Markt ausgerichtet und soll Microsoft Windows im Land bis 2022 ersetzen. Fokus liegt daher bisher vor allem auf landeseigener Hardware wie vom Halbleiterhersteller Zhaoxin. Dort wird bereits die gesamte KX-6000er Reihe von der Arbeitsplatzrechner-Version sowie die KH-30000-Reihe für Server-Version unterstützt.
Geplant ist eine breite Unterstützung, so sollen zudem auch Plattformen wie Loongson, Sunway oder ARM unterstützt werden.